# Plexaurella
Plexaurella is een geslacht van neteldieren uit de klasse van de Anthozoa (bloemdieren).

## Soorten
- Plexaurella crassa (Ellis, 1756)
- Plexaurella curvata Kunze, 1916
- Plexaurella dichotoma (Esper, 1791)
- Plexaurella furcata (Lamarck, 1816)
- Plexaurella grandiflora Verrill, 1912
- Plexaurella grisea Kunze, 1916
- Plexaurella heteropora (Lamarck, 1816)
- Plexaurella kunzei Kükenthal, 1916
- Plexaurella minuta Kunze, 1916
- Plexaurella nutans (Duchassaing & Michelotti, 1860)
- Plexaurella porosa Gordon, 1925
- Plexaurella pumila Verrill, 1912
- Plexaurella regia Barreira e Castro, 1986
- Plexaurella tenuis Kunze, 1916
- Plexaurella teres Kunze, 1916
- Plexaurella vanderhorsti Stiasny, 1935
- Plexaurella vermiculata (Lamarck, 1816)